# Charles (fiume)
Il Charles (Charles River) è un fiume del Massachusetts, negli Stati Uniti.

## Storia
Il capitano John Smith, che nel XVII secolo esplorò e mappò l'area, lo chiamò Charles River in onore del re Carlo I d'Inghilterra.

## Geografia
Nasce nei pressi di Hopkinton e dopo 129 km sfocia nell'oceano Atlantico. Nei pressi della foce separa la città di Cambridge da Boston. Per attraversare il fiume ed arrivare a Boston bisogna camminare sul Zakim Bridge. Lungo le sue rive si trovano diversi centri universitari d'eccellenza, come l'Università di Harvard, il Massachusetts Institute of Technology (MIT), l'Università di Boston e la Brandeis University.

## Inquinamento
Il fiume attraversa una zona densamente popolata e industrializzata, per cui l'inquinamento idrico è diventato nel corso degli anni un serio problema. Nel 1965 fu creata la "Charles River Watershed Association" con l'intento di avviare un progressivo disinquinamento. Nel 1995 la "United States Environmental Protection Agency" annunciò l'obiettivo di rendere il fiume idoneo al nuoto entro il 2005. Nel 1996 il Governatore William Weld si tuffò completamente vestito nel fiume per dimostrare il suo impegno per disinquinare il fiume. In luglio 2007 nel fiume si svolse la gara di nuoto "Charles River Masters Swim Race", la prima in oltre cinquant'anni.